# Mal di Ventre
Die kleine, unbewohnte Insel Mal di Ventre (der ursprüngliche sardische Name "Isula de Malu 'Entu", was wörtlich "Insel des üblen Windes" bedeutet und sich vor allem auf den starken Maestrale-Wind bezieht, von dem die Westküste häufig betroffen ist, wurde fälschlicherweise im Italienischen mit "Mal di Ventre", zu Deutsch "Bauchweh", übersetzt) liegt acht Kilometer vor der Sinis-Halbinsel Sardiniens. Administrativ zählt sie zur Gemeinde Cabras.
Sie ist 1,6 km lang und 400 m breit. Das Gewässer ringsum ist Meeresschutzgebiet mit einer reichen Meeresfauna. Auf der Ostseite befinden sich Strände. Den Westen der Insel prägen zerklüftete Granitfelsen, in denen seltene Vogelarten nisten. Durch die abgeschiedene Lage konnte sich auf der Insel ein nahezu intaktes Ökosystem erhalten. Im Winter dient die Insel mit ihren Rosmarinflächen als Schafweide.
Eine Doppelnuraghe, die am Cala del Nuraghe (dem Oststrand) steht, ist Zeichen der vorzeitlichen Nutzung der Insel. Aus der punischen und der Römerzeit sind Siedlungsreste erhalten.